# Isopsera spinosa
Isopsera spinosa är en insektsart som beskrevs av Sigfrid Ingrisch 1990. Isopsera spinosa ingår i släktet Isopsera och familjen vårtbitare. Inga underarter finns listade i Catalogue of Life.